# Caterina Cornaro (Oper)

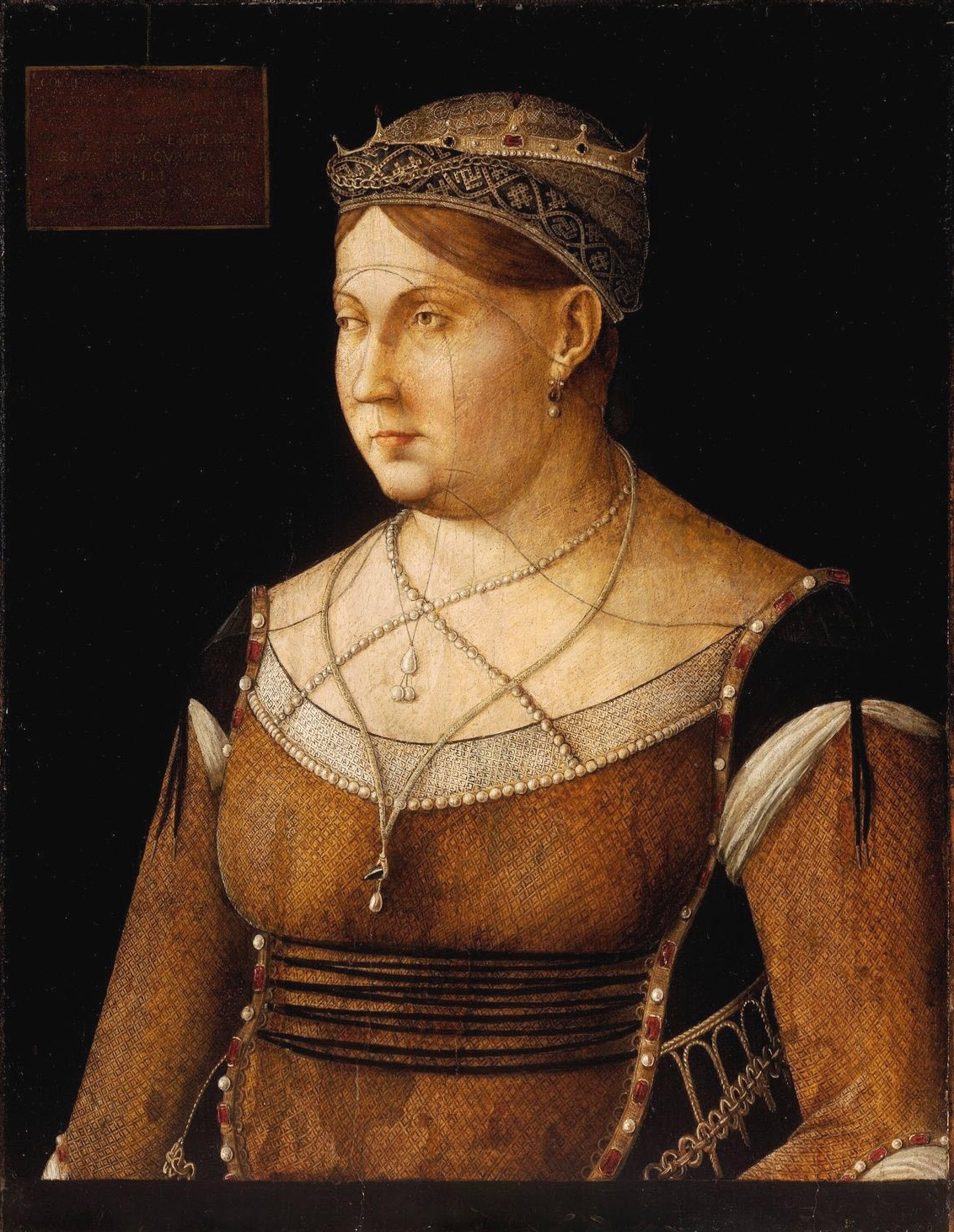
Gentile Bellini: Porträt der Caterina Cornaro, Königin von Zypern, um 1500

Caterina Cornaro ossia La Regina di Cipro (Caterina Cornaro oder Die Königin von Zypern) ist eine Oper („tragedia lirica“) in einem Prolog und zwei Akten von Gaetano Donizetti auf ein Libretto von Giacomo Saccero. Das heute weitgehend vergessene Werk wurde am 12. Januar 1844 im Teatro San Carlo in Neapel erstmals aufgeführt und ist die letzte seiner Opern, deren Uraufführung Donizetti noch erlebte. Von Caterina Cornaro gibt es zwei Fassungen mit unterschiedlichem Schluss.

## Handlung

### Historischer Hintergrund
Die Handlung der Oper spielt im 15. Jahrhundert vor dem Hintergrund der Unterwerfung des Königreichs Zypern unter die Kolonialherrschaft der Republik Venedig.
Die historische Caterina Cornaro (* 25. November 1454 in Venedig; † 10. Juli 1510 in Asolo) war die älteste von fünf Töchtern des venezianischen Patriziers und Dogen Marco Corner und seiner Frau Fiorenza Crispo, einer byzantinischen Prinzessin. 1468 wurde Caterina, die erst vierzehn Jahre alt war, mit dem zyprischen König Jakob II. von Lusignan (1440–1473) verheiratet. Dieser war der uneheliche Sohn von König Johann II., seine Ansprüche auf den Thron waren umstritten, so dass er erst in militärischen Auseinandersetzungen seine Halbschwester Charlotte vertreiben musste, ehe er die Herrschaft antreten konnte.
Caterina kam 1472 im Alter von 18 Jahren nach Zypern und wurde dort zur Königin gekrönt. König Jakob starb bereits wenige Monate später, mutmaßlich von venezianischen Agenten vergiftet. Bei Tod des Königs war Caterina schwanger, ihr Sohn Jakob III. (1473–1474), der formell der letzte König von Zypern war, starb noch, ehe er ein Jahr alt war; auch er wurde vermutlich vergiftet.
Caterina Cornaro wurde zunächst Regentin und war ab 1475 Königin von Zypern. Da Venedig im Falle einer Wiederverheiratung Caterinas seine Ansprüche auf Zypern gefährdet sah, wurde sie 1489 von ihrem Bruder im Auftrag der Republik zur Abdankung gezwungen. Die Herrschaft Venedigs über Zypern dauerte schließlich 82 Jahre, von 1489 bis zur Eroberung von Famagusta durch osmanische Truppen 1571.
Caterina erhielt als Ausgleich Stadt und Burg des norditalienischen Asolo, wo sie unter der Oberhoheit Venedigs bis zu ihrem Lebensende 1510 residierte. Ihr Hof in Asolo bildete einen legendären Treffpunkt von Renaissance-Künstlern wie Giovanni Bellini, Bonifazio Veronese oder Giorgione.

### Prolog (Venedig)
Erstes Bild: Saal im Palast Cornaros
Die venezianische Patriziertochter Caterina Cornaro bereitet sich auf die Hochzeit mit dem französischen Edelmann Gerardo vor. Ein maskierter Gast fordert die Verschiebung der Hochzeit. Caterinas Vater Andrea Cornaro gegenüber gibt sich dieser als Mocenigo, Beauftragter des Rats der Zehn (der venezianischen Regierung), zu erkennen. Er fordert, dass Caterina im Interesse Venedigs den König von Zypern heiraten müsse und, sollte sie sich widersetzen, müsse Gerardo sterben. Unter dieser Drohung willigt Andrea Cornaro ein und untersagt die Hochzeit, zum Entsetzen Caterinas und der Hochzeitsgäste.
Zweites Bild: Kabinett Caterinas
Caterina Cornaro hat mit Gerardo verabredet, dass dieser sie entführen solle. Mocenigo sucht sie auf und erklärt auch ihr, dass er Gerardo ermorden lasse, wenn sie sich den Plänen der Republik widersetzen würde; die Mörder hat er schon mitgebracht, sie verbergen sich im Nebenzimmer. Als darauf Gerardo erscheint, um Caterina zu entführen, erklärt ihm diese, dass sie ihn nicht mehr liebe. Gerardo ist außer sich und verflucht Caterina.

### Erster Akt (Zypern)
Erstes Bild: Platz in Nikosia
Mocenigo sieht sich schon als Herrscher Zyperns; sein Handlanger Strozzi teilt ihm mit, dass Gerardo, der sich mittlerweile dem Johanniter-Orden angeschlossen hat, in Zypern sei und sich am König rächen wolle. Da dies ihre Pläne gefährden würde, machen sich Mocenigo und Strozzi mit ihren Gefolgsleuten auf, um Gerardo zu ermorden.
Gerardo wird jedoch von dem verkleideten König Lusignano vor Mocenigos Schergen gerettet. In einem Wortwechsel erkennen sich Gerardo und Lusignano als Rivalen, aber angesichts des gemeinsamen Gegners Mocenigo versöhnen sie sich und werden beste Freunde.
Zweites Bild: Kabinett der Königin
In ihren Gemächern ist Caterina in trübe Gedanken versunken. Lusignano kündigt ihr einen fremden Besucher an, ohne dessen Namen zu nennen. Als Gerardo die Gemächer der Königin betritt, wird er von Strozzi erkannt, der sogleich Mocenigo alarmiert. Gerardo und Caterina sprechen sich aus und Gerardo bekennt, dass er als Ordensritter ohnehin keine Ambitionen mehr auf Caterina habe. Mocenigo kommt dazu und beschuldigt Caterina angesichts des fremden Ritters im Zimmer des Ehebruchs, niemand würde ihr Glauben schenken. Doch da tritt Lusignano selbst hervor, er hat die Intrige längst durchschaut und will Mocenigo verhaften lassen. Dieser flüchtet auf den Balkon und gibt den wartenden Venezianern das Zeichen zum Angriff.

### Zweiter Akt
Atrium im Palast Lusignanos
Gerardo sammelt die Zyprioten zum Kampf gegen die venezianischen Angreifer. Der Hofstaat verfolgt vom Fenster aus den Kampf, Caterina betet für den Sieg Lusignanos. Der Siegesruf ertönt, doch da trägt man den tödlich verwundeten Lusignano herein, sterbend fordert er die Zyprioten auf, Caterina als Königin anzuerkennen. Gerardo verabschiedet sich von Caterina. (In der zweiten Fassung tritt Gerardo in der Schlussszene nicht mehr auf; hier ist auch er im Kampf gefallen.)

## Werkgeschichte
Die Geschichte von Caterina Cornaro, der legendären Königin von Zypern und späteren Renaissance-Fürstin, haben nahezu gleichzeitig mit Donizetti auch andere Komponisten vertont: Fromental Halévy und Franz Lachner (jeweils 1842), Michael William Balfe (1844), sowie Giovanni Pacini (1846).
Donizetti schrieb seine Caterina Cornaro während einer „unbegreiflich arbeitsamen“ Lebensphase. Nach dem großen Erfolg, den er mit Linda di Chamounix in Wien erzielt hatte, arbeitete er von Herbst 1842 bis Sommer 1843 teilweise gleichzeitig an vier Opern: an Caterina Cornaro, Don Pasquale, Maria di Rohan, und an Dom Sébastien. Ursprünglich hatte Donizetti geplant, für Neapel eine Oper unter dem Titel Ruy Blas (nach einem Stoff von Victor Hugo) zu schreiben, und für Wien Caterina Cornaro, während Dom Sebastien und ein zu dieser Zeit noch nicht näher bezeichneter Stoff (später Don Pasquale) für unterschiedliche Theater in Paris geplant waren.
Donizetti unterzeichnete den Vertrag für die Komposition der zukünftigen Caterina Cornaro am 5. Juni 1842, während seines ersten Aufenthaltes in der österreichischen Donau-Metropole. Zunächst dachte er an Salvadore Cammarano als Librettist, aber da dieser nicht verfügbar war, übernahm Giacomo Sacchero diese Arbeit. Im Oktober 1842 begann Donizetti mit der Komposition (1. Phase), musste aber während der Arbeit erfahren, dass in Wien bereits kurz zuvor eine Oper von Franz Lachner mit demselben Stoff herausgekommen war. Dabei war Lachners Oper vom Publikum nicht gut aufgenommen worden, so dass Donizetti nicht riskieren wollte, dem dortigen Publikum kurze Zeit später denselben Stoff erneut vorzusetzen. Er unterbrach die Arbeit zunächst, um Don Pasquale zu schreiben und disponierte dann um: Caterina Cornaro sollte in Neapel statt Ruy Blas herausgebracht werden (Ruy Blas kam nie mehr zustande); Wien bekam dafür die Oper Maria di Rohan, die dort am 5. Juni 1843 mit sehr großem Erfolg uraufgeführt wurde. Noch während der Vorbereitung von Maria di Rohan nahm Donizetti im März 1843 die Arbeit an Caterina Cornaro wieder auf und stellte die Orchestrierung Ende Mai fertig (2. Phase).
Caterina Cornaro wurde am 18. Januar 1844 in Neapel uraufgeführt, ungewöhnlicherweise in Abwesenheit Donizettis, der nach einem weiteren Parisaufenthalt (zur Premiere von Dom Sébastien) zu dieser Zeit wieder in Wien war und mittlerweile erste beunruhigende Anzeichen seiner späteren schweren Krankheit zeigte. Die Sänger waren Fanny Goldberg (Caterina Cornaro), Marco Arati (Andrea Cornaro), Gaetano Fraschini (Gerardo), Filippo Coletti (Lusignano), Anafesto Rossi (Strozzi), Nicola Benevento (Mocenigo), Domenico Ceci (un cavaliere del re) und Anna Salvetti (Matilde). Das Bühnenbild erstellten Antonio Niccolini und Angelo Belloni, die Maschinen Fortunato Queriau und Domenico Pappalardo und die Kostüme Carlo Guillaume und Filippo Buono.
Die Oper war jedoch kein Erfolg und wurde nach nur sechs Aufführungen wieder abgesetzt. Die Presse warf Donizetti vor, er habe seinen Auftrag für Neapel nicht recht ernst genommen bzw. dem dortigen Publikum und der Direktion des San Carlo absichtlich ein schwaches Stück vorgesetzt. Donizetti verwahrte sich heftig gegen diese Vorwürfe, gestand aber zu, dass die Oper wohl „kein Meisterwerk“ geworden sei. Einige Umarbeitungen, die er etwa ein Jahr später für Parma vornahm, teilweise in großer Eile in der letzten Woche vor der Premiere am 2. Februar 1845, betrafen vor allem den stark kritisierten Schluss der Oper. Trotz einer Starbesetzung mit Marianna Barbieri-Nini in der Titelrolle, Nicola Ivanoff als Andrea Cornaro und Felice Varesi als Lusignano (Verdis erstem Macbeth und Rigoletto) hatte die Oper auch in Parma keinen Erfolg. Die musikalische Leitung hatte Nicola De Giovanni. Die weiteren Sänger waren Cesare Castelli (Gerardo), Stefano Luciano Bouché (Mocenigo), Vincenzo Gobetti (Strozzi) und Luigia Zay (Matilde).
Zu weiteren Bearbeitungen, die vor allem den Schluss der Oper in eine publikumswirksamere Form hätten bringen können, kam es jedoch nicht mehr. Donizetti erkrankte und starb 1848, so dass Caterina Cornaro die letzte seiner Opern war, deren Uraufführung noch zu seinen Lebzeiten stattfand.
Während viele Opern Donizettis noch Jahrzehnte lang im Repertoire blieben, war Caterina Cornaro dort gar nicht erst angekommen. Auch als im Zuge der „Belcanto-Renaissance“ in den 1950er-Jahren zahlreiche Donizetti-Opern wieder ausgegraben wurden, blieb Caterina Cornaro – immerhin eine „Seria-Schwester“ des überaus beliebten Don Pasquale – vergessen. Erst in den 1970er-Jahren, rund 130 Jahre nach den beiden Uraufführungen, erfolgten die nächsten Inszenierungen. Wiederentdeckt wurde Caterina Cornaro trotzdem nicht, es gab seither nur wenige Aufführungen. Die deutsche Erstaufführung gab es am 11. Juni 2022 im Rahmen des Klangvokal-Musikfestivals konzertant im Konzerthaus Dortmund unter dem Dirigenten Giacomo Sagripanti. Die Titelrolle sang Roberta Mantegna. Gespielt wurde die erste Fassung der Oper. Das Stadttheater Gießen zeigte die Oper ab November 2022 in einer Inszenierung von Anna Drescher.

## Gestaltung

### Libretto
Saccheros Libretto geht auf den Text zurück, den Jules Henri Vernoy Marquis de Saint-Georges für Halévys Oper La reine de Chypre (1841) geschrieben hatte. Das Libretto ist zwar insgesamt einigermaßen stringent, dennoch sind in Caterina Cornaro dramaturgische Schwächen unübersehbar: So werden die im Prolog vorbereiteten Konflikte im ersten Akt schnell und ohne nähere Begründung aus der Welt geschafft. Auch ist die Entwicklung einiger Personen nicht schlüssig: Strozzi taucht zuerst als Handlanger Mocenigos auf und kurze Zeit später als Angestellter des Königs; Mocenigo wiederum verschwindet im zweiten Akt ohne weiteres ganz aus dem Stück. Der zentrale Kritikpunkt aber war schon bei der Uraufführung das Ende der Oper: Gerardo, der zu Beginn des Aktes die Zyprioten ganz allein zum Kampf aufruft, verabschiedet sich in der ersten Fassung am Ende, mitten zwischen den beiden Strophen von Caterinas abschließender Cabaletta, mit einigen dürren Worten. Donizetti hat diese Kritik in der zweiten Fassung aufgegriffen: Hier geht das Drama aber noch schneller zu Ende, Gerardo tritt in der Schlussszene nun gar nicht mehr auf, stattdessen berichtet der sterbende Lusignano der verzweifelten Caterina, dass Gerardo im Kampf gefallen sei.

### Musik
Anders als der Titel und viele vorhergehende Donizetti-Opern mit weiblichen Titelheldinnen (z. B. Anna Bolena, Lucrezia Borgia, Parisina, Maria Stuarda) suggerieren könnten, handelt es sich bei Caterina Cornaro nicht um eine der für die Belcanto-Epoche typischen „Primadonnen-Opern“: Die Titelheldin steht hier weder inhaltlich im Zentrum, noch ist die ihr zugedachte Musik quantitativ oder qualitativ besonders herausgehoben; stattdessen ist sie nur eine von vier Hauptfiguren und wirkt – selbst in der ersten Version mit der dramatischen Cabaletta finale Non più affanni (Akt II) – neben den drei männlichen Rollen relativ blass. Diese etwas mittelmäßige Charakterisierung der Caterina mag unter anderem daran gelegen haben, dass Donizetti die Sängerin der Uraufführung, Fanny Goldberg, nicht kannte und ihre sängerischen Qualitäten nicht abschätzen konnte, im Gegensatz zu seinen früheren Primadonnen (wie Giuditta Pasta, Giuseppina Ronzi de Begnis, Fanny Persiani u. a.). Trotzdem kann besonders Caterinas zweiteilige Auftrittsarie Vieni o tu che ognor io chiamo mit der Cabaletta Deh! vieni, t’affretta im zweiten Bild des Prologs als einer der Höhepunkte der Oper gelten. Ein willkommener Ruhepunkt der Partitur ist auch ihr Gebet Pietà, Signor im Finale von Akt II. Ansonsten sticht als die musikalisch und inhaltlich am edelsten gezeichnete Figur eindeutig die Bariton-Partie des Lusignano hervor.
Die Oper als Ganzes stieß ursprünglich auf Desinteresse und hat auch in der späteren Literatur eher gemischte Reaktionen hervorgerufen, so meinte Ashbrook, die Oper könne „trotz einiger sehr bemerkenswerter Passagen … nicht als ein ungetrübter Erfolg angesehen werden“, während Miller schrieb: „In mancher Hinsicht ist Donizetti nirgends so weit zu neuen Ufern vorgestoßen wie bei diesem in sich uneinheitlichen, nicht wirklich abgeschlossenen Werk“. Neu wirkt an der Oper vor allem die über weite Strecken stark betonte, intensive Dramatik der Musik; erreicht wird dies vor allem durch heftige Fortissimo-Schläge des vollen Orchesters und eine Instrumentierung, die zwar farbig und einfallsreich ist und durchaus zarte Farben kennt, aber mit einer Betonung der Blechbläser, vor allem der Trompeten. Auch wenn Donizetti wie zuvor meistens darauf achtet, dass die Singstimmen nicht überdeckt werden, müssen sie doch teilweise durchaus gegen das volle Orchester ansingen. Es ist wohl dies, was Ashbrook meinte, wenn er davon sprach, dass „der Gesamteffekt von Caterina Cornaro … düster und lärmend“ sei, und „Donizettis Streben nach größerer Kürze, prägnanter Schärfe und Kraft“ zeige, im Einklang mit „dem dynamischen Zeitgeist der 1840er“ Jahre. Ob es sich bei Donizettis neuer Tendenz zu Heftigkeit und Lautstärke nur um einen allgemeinen Zeitgeist handelte, oder er sich vom jungen Verdi beeinflussen ließ, dessen Nabucco Donizetti selber im Frühling 1843 in Wien aufführte und dirigierte, ist wohl kaum eindeutig zu klären.
Die genannte heftige Dramatik der Partitur findet unter anderem und besonders überzeugend Ausdruck im Chor der Mörder Core, e pugnale! (Akt I), der in seiner „rücksichtslosen Intensität … die Mörder in Verdis Macbeth (1847) wie Sonntagsausflügler“ (Ashbrook) klingen lässt, oder in der Schilderung des Kampfs im Frauenchor Oh ciel! Che tumulto! (Akt II), dem Ashbrook in seiner „ruhelosen Rhythmik“ eine kraftvolle und neuartige Wirkung zuschreibt.
Dabei zeigt sich in Caterina Cornaro, wie schon in Don Pasquale oder Maria di Rohan, die beiläufige Meisterschaft, die Donizetti in der Charakterisierung der Figuren, aber auch in der Orchestrierung erreicht hatte. So findet er auch völlig andere, sensiblere (Orchester-)Farben, wie in der hinter den Kulissen gesungenen Barkarole der Gondolieri am Beginn des zweiten Bildes im Prolog (dessen Melodie bereits im Preludio angeklungen ist), und im kurzen Vorspiel des ersten Akts. Mit diesen Stücken erzeugt er außerdem Lokalkolorit, im ersten Fall venezianisch, im zweiten Fall „levantinisch“.
Die musikalischen Formen wie Arien und Duette sind recht ungewöhnlich gehandhabt und lehnen sich teilweise eher locker an die gängigen Muster der italienischen Oper an. Mehrfach verwendet Donizetti, wie zuvor besonders in seinen französischen Opern Les martyrs und La favorite, einteilige Formen, beispielsweise in dem idyllischen Duett Tu l’amor mio, tu l’iride für Caterina und Gerardo zu Beginn des Prologs – das im Übrigen stark an das Duett Tornami a dir, che m'ami in Don Pasquale erinnert; oder in Lusignanos bolero-hafter Auftrittsarie Da che a sposa Caterina in Akt I.
Norbert Miller zählte den Prolog und den ersten Akt der Oper zwar zu den „bedeutendsten Schöpfungen aus Donizettis Spätzeit“, der Schluss falle dagegen jedoch ab. In der ersten Fassung des Finales singt Caterina nach dem Tode Lusignanos die bereits erwähnte dramatische Verzweiflungs-Cabaletta Non più affanni, die merkwürdigerweise von Miller noch als „ein eindrucksvolles Beispiel dieses Finaltypus“ bezeichnet wurde, obwohl sie im Vergleich mit vielen früheren Werken Donizettis über bloßes Mittelmaß nicht hinauskommt.

In der zweiten Fassung (Parma 1845) strich Donizetti diese Cabaletta und Lusignanos vorhergehende Sterbe-Arie und ersetzte sie durch ein kurzes Duett, wodurch der Schwerpunkt mehr auf dem Tode Lusignanos liegt. Obwohl die Rolle der Caterina dadurch noch mehr an Gewicht verliert (siehe oben), ist diese zweite Version musikalisch und inhaltlich überzeugender.

## Instrumentation
Die Orchesterbesetzung der Oper enthält die folgenden Instrumente:
- Holzbläser: zwei Flöten (2. auch Piccolo), zwei Oboen, zwei Klarinetten, zwei Fagotte
- Blechbläser: vier Hörner, zwei Trompeten, drei Posaunen
- Pauken, Schlagzeug: Große Trommel, Triangel, Tamtam
- Harfe
- Streicher
- Bühnenmusik: nicht näher bezeichnet

### Musiknummern
- Preludio

Prolog
- Introduktion
- Chor: Salve, O beati, al giubilo (Chor)
- Szene und Duett: Tu l'amor mio, tu l'iride (Caterina, Matilde, Gerardo, Andrea, Chor)
- Szene: Fermatevi (Caterina, Matilde, Gerardo, Andrea, Mocenigo)
- Duett: Dell'empia Cipro il popolo (Andrea, Mocenigo)
- Szene: Parti? (Cateria, Matilde, Gerardo, Andrea, Chor)
- Chor: Or che l'astro in mar si cela (Chor)
- Rezitativ: Torna all'ospite tetto
- Romanze: Vieni o tu, che ognora io chiamo (Caterina, Matilde)
- Szene und Duett: Ahi – Qui ancor, padre mio? (Caterina, Andrea)
- Duett: Signore (Caterina, Mocenigo)
- Duett: Dolce amor mio! … Spera in me, della tua vita (Caterina, Gerardo)

Erster Akt
- Arie: Sei bella, O Cipro!
- Rezitativ und Duett: Credi che dorma, o incauto (Mocenigo, Strozzi)
- Rezitativ: Lasciami, O cavalier (Lusignano)
- Arie: Da che a sposa Caterina (Lusignano)
- Chor: Core, e pugnale! (Chor)
- Szene: Mano a' pugnali! (Strozzi, Gerardo, Lusignano, Chor)
- Duett: Parla, ardisci: I son quel desso '… Vedi, io piango! (Gerardo, Lusignano)
- Finale I: Gemmata il serto … Ah! Non turbarti a questi accenti (Caterina, Lusignano, Chor)
- Rezitativ: O Re! Strozzi? (Caterina, Lusignano, Strozzi)
- Rezitativ: T avanza (Strozzi, Gerardo, Caterina)
- Duett: Da quel dì che lacerato (Strozzi, Gerardo, Caterina)
- Finale: Troppo tardi … Indietro! io, vil carnefice (Caterina, Lusignano, Gerardo, Mocenigo)

Zweiter Akt
- Chor: Misera patria! (Ritterchor)
- Arie: Io trar non voglio campi ed onori (Gerardo)
- Szene: Guerra! Guerra! (Gerardo, Ritter)
- Chor: Oh ciel! Che tumulto! (Chor der Hofdamen)
- Szene: Dolorosa incertezza! (Chor, Caterina)
- Finale II: Vittoria! Vittoria! (Chor)
- Szene: Esulta, Regina (Chor, Lusiganao, Gerardo)
- Arie: Non più affanni (Caterina, Chor, Gerardo)

## Diskografie (Auswahl)
Für ein „vergessenes“ Werk ist die Diskografie von Caterina Cornaro mit insgesamt acht Einspielungen vergleichsweise umfangreich, insbesondere wenn man berücksichtigt, dass die Oper seit der Uraufführungsserie überhaupt nur 16 Mal (14 Mal seit 1972) aufgeführt wurde. Dabei waren die Live-Aufnahmen der 1970er-Jahre mit Leyla Gencer, Montserrat Caballé, Renato Bruson, Giuseppe Taddei, Giacomo Aragall, José Carreras, und Samuel Ramey sehr prominent besetzt. Seit 2013 liegt auch eine Studio-Aufnahme unter der Leitung von David Parry vor; in dieser Einspielung sind beide Fassungen des Schlusses der Oper berücksichtigt.
(Jahr; Dirigent; Rollen: Caterina Cornaro, Gerardo, Lusignano, Andrea Cornaro, Mocenigo, Strozzi, Matilde; Orchester, Label, Datum der Aufführung)
- 1972; Carlo Felice Cillario; Leyla Gencer, Giacomo Aragall, Renato Bruson, Luigi Risani, Plinio Clabassi, Ferdinando Jacopucci, Eva Ruta; Orchestra e Coro del Teatro San Carlo; Myto, Live vom 28. Mai 1972
- 1972; Carlo Felice Cillario; Montserrat Caballé, José Carreras, Lorenzo Saccomani, Enrique Serra, Maurizio Mazzieri, Neville Williams, Anne Edwards; Orchestra e Coro London Symphony; Opera d'Oro, Live vom 10. Juli 1972
- 1973; Alfredo Silipigni; Leyla Gencer, Giuseppe Campora, Giuseppe Taddei, Samuel Ramey, James Morris, John Sandor, Maria Di Giglio; Orchestra e Coro dell'Opera del New Jersey; On Stage, Live vom 15. April 1973
- 1995; Gianandrea Gavazzeni; Denia Mazzola Gavazzeni, Pietro Ballo, Stefano Antonucci, Marzio Giossi, Giorgio Giuseppini, Renzo Casellato, Giuseppina Cortesi; Orchestra „I Pomeriggi Musicali“ di Milano; Agorà Musica, Live vom 21. September 1995
- 2013; David Parry; Carmen Giannattasio, Colin Lee, Troy Cook, Graeme Broadbent, Vuyani Mlinde, Loïc Félix, Sophie Bevan; BBC Symphony Orchestra; Opera Rara, Studio